# غاري ماركس
غاري ماركس (بالإنجليزية: Gary Marks)‏ هو عالم سياسة أمريكي، ولد في 7 يونيو 1952.